# Luka Marjanović
Luka Marjanović (ur. 18 października 1844 w Zavalju, zm. 8 września 1920 w Zagrzebiu) – chorwacki prawnik i etnograf.

## Życiorys
Na Uniwersytecie w Zagrzebiu ukończył studia prawnicze, a w 1872 roku na Uniwersytecie Wiedeńskim uzyskał stopień naukowy doktora. Wykładał austriackie prawo cywilne i prawo kanoniczne.
Do jego zainteresowań etnograficznych należały chorwackie pieśni ludowe z Krajiny i Tureckiej Chorwacji. W latach 1898–1899, na prośbę Maticy hrvatskiej, opublikował zbiór muzułmańskich pieśni ludowych.